# 言葉にならない、笑顔を見せてくれよ
『言葉にならない、笑顔を見せてくれよ（ことばにならない、えがおをみせてくれよ）』 は、2010年9月8日に発売された くるりの9枚目のオリジナル・アルバムである。　 　　 　

## 概要
今作は『TEAM ROCK』以来、実に9年振りに全曲国内でレコーディングされたアルバムである。プリプロダクションは、メンバーの地元である京都で開始された。制作開始は同年1月中旬、完成は3月頭。サポートドラマーのboboと3人で仕上げた、シンプルなスリー・ピース構成がベースとなっている。
初回盤は、『魔法のじゅうたん』、『シャツを洗えば』のPVの他に、くるり歴代のヒット曲のビデオ・クリップや蔵出し映像がランダム再生される『言葉にならないDISC』付きのスペシャル仕様となっている。

## 収録曲
全作詞・作曲：岸田繁（特記以外）
1. 無題
歌詞はアルバムタイトルである「言葉にならない、笑顔を見せてくれよ」である。
2. さよならアメリカ
3. 東京レレレのレ
2010年5月にリリースされたカップリング・ベスト『僕の住んでいた街』に新曲として収録されていた楽曲。
4. 目玉のおやじ
5. 温泉
PVが製作されており、23rdシングル（両A面シングル）『魔法のじゅうたん/シャツを洗えば（ヴァージョン2）』の初回限定盤DVDに収録されている。
6. 魔法のじゅうたん
23rdシングル（両A面シングル）『魔法のじゅうたん/シャツを洗えば（ヴァージョン2）』1曲目。大鵬薬品「チオビタドリンク」CMソング。
7. シャツを洗えば（作詞：岸田繁、佐藤征史、松任谷由実）
くるりとユーミン名義のコラボシングル。くるりのみのバージョンが23rdシングル（両A面シングル）『魔法のじゅうたん/シャツを洗えば（ヴァージョン2）』2曲目となっている。大鵬薬品「チオビタドリンク」CMソング。
8. コンバット・ダンス
9. FIRE（作詞：岸田繁、松任谷由実）
10. 犬とベイビー（作詞：岸田繁、堀川裕之、藤井琢磨）
作詞にバンドのサポートメンバーであるBobo（54-71）の本名（堀川裕之）がクレジットされている。藤井琢磨は当時のくるりのマネージャー。
11. 石、転がっといたらええやん
タイトルは岸田が『ROCKIN'ON JAPAN』（ロッキング・オン）誌上で連載中のコラムと同名。
12. 麦茶

### 初回限定盤DVD「言葉にならないDISC」
1. 魔法のじゅうたん(ビデオクリップ)
2. シャツを洗えば(ビデオクリップ)
3. スペシャル

## 演奏
- 岸田繁：歌、ギター類、パーカッションなど
- 佐藤征史：ベース、チェロなど
- BOBO：ドラム、パーカッションなど
- 松任谷由実：歌 (#7)